# Immobiliar-Verbraucherdarlehensvertrag
Der Immobiliar-Verbraucherdarlehensvertrag ist nach deutschem Recht eine Sonderform des Verbraucherdarlehensvertrages. Er ist nach § 491 Abs. 3 BGB ein Verbraucherdarlehensvertrag, der durch Grundpfandrechte oder Reallasten abgesichert ist oder für den Erwerb oder die Erhaltung des Eigentumsrechts an Grundstücken, an bestehenden oder zu errichtenden Gebäuden bestimmt ist.

## Historie
Zuvor war der Vertrag als Immobiliardarlehensvertrag seit November 2002 in § 503 BGB geregelt. Der Gesetzgeber wollte damit auch für Immobiliardarlehensverträge einen vergleichbaren Schutz zur Verbraucherdarlehensverträgen schaffen, insbesondere durch vorvertragliche Informationspflichten, Formvorschriften und ein Widerrufsrecht. Für Immobiliardarlehensverträge galten gegenüber anderen Verbraucherdarlehensverträgen einige Erleichterungen. Auf den Zweck des Darlehens, also ob dieses zum Erwerb einer Immobilie genutzt wird, kam es nicht an. Sondern nur darauf, ob die Zurverfügungstellung des Darlehens von der Sicherung durch ein Grundpfandrecht abhängig gemacht wird.
Der Immobiliardarlehensvertrag wurde inzwischen durch den Immobiliar-Verbraucherdarlehensvertrag in § 491 Abs. 3 BGB ersetzt und erweitert.

## Immobiliar-Verbraucherdarlehensvertrag
Ein Immobiliar-Verbraucherdarlehensvertrag liegt nach § 491 Abs. 3 BGB vor, bei einem entgeltlichen Darlehensvertrag zwischen einem Unternehmer als Darlehensgeber und einem Verbraucher als Darlehensnehmer, wenn eine von zwei Voraussetzungen vorliegt: entweder (1.) das Darlehen durch ein Grundpfandrecht oder eine Reallast besichert ist oder (2.) das Darlehen für den Erwerb oder die Erhaltung des Eigentumsrechts an Grundstücken, an bestehenden oder zu errichtenden Gebäuden oder für den Erwerb oder die Erhaltung von grundstücksgleichen Rechten bestimmt.
Für die Immobiliar-Verbraucherdarlehensvertrag gelten zum einen die speziellen Vorschriften des BGB zum Immobiliar-Verbraucherdarlehensvertrag (insbesondere § 491a Abs. 4, § 492a, § 503 BGB) und zum anderen die Vorschriften zum Verbraucherdarlehensvertrag (insbesondere § 492 Abs. 1 S. 1, § 493 Abs. 1 BGB). Subsidiär gilt das allgemeine Darlehensrecht (§§ 488 ff. BGB).
Abweichend von anderen Verbraucherdarlehensverträgen betragen die Verzugszinsen gemäß § 497 Abs. 4 BGB bei Immobiliardarlehensverträgen lediglich 2,5 % über dem Basiszins (anstelle von 5 % plus Basiszins).